# ATP Manchester
Das ATP-Turnier von Manchester (offiziell Manchester Open) war ein britisches Herren-Tennisturnier.

## Geschichte
1880 wurde das Rasenturnier als Northern Tennis Championships erstmals ausgetragen. Es war bis zu seiner Einstellung eines der ältesten noch ausgetragenen Turniere der Welt. Es galt inoffiziell als das Wimbledon des Nordens. Bis die ITF 1913 die Tennis-Hallenweltmeisterschaften einführten, war es als eines der vier wichtigsten Turniere der Zeit. Bis zum Jahre 1926 wurde es abwechselnd in Manchester und Liverpool ausgetragen (in den geraden Jahren in Liverpool). Zwischen 1974 und 1982 wurde das Turnier im Rahmen des damaligen Grand Prix Tennis Circuit in unregelmäßigen Abständen ausgespielt. 1989 fand es einmalig im Rahmen der ATP Challenger Tour statt. Von 1990 bis 1994 war es Teil der ATP Tour und wurde dann durch das Turnier von Nottingham abgelöst. Von 1995 bis 2009 und von 2015 bis 2016 fand an gleicher Stelle ein Turnier im Rahmen der ATP Challenger Tour statt.

## Siegerliste
Rekordsieger ist Sydney Howard Smith, der von 1899 bis 1905 das Turnier siebenmal gewann. In der Open Era gewannen mit Stefan Edberg, Jeremy Bates und Billy Martin drei Spieler das Turnier zweimal.

### Einzel
| Jahr                                            | Sieger                         | Finalist                  | Finalergebnis              |
| ----------------------------------------------- | ------------------------------ | ------------------------- | -------------------------- |
| 1994                                            | Patrick Rafter                 | Wayne Ferreira            | 7:6, 7:6                   |
| 1993                                            | Jason Stoltenberg              | Wally Masur               | 6:1, 6:3                   |
| 1992                                            | Jacco Eltingh                  | MaliVai Washington        | 6:3, 6:4                   |
| 1991                                            | Goran Ivanišević               | Pete Sampras              | 6:4, 6:4                   |
| 1990                                            | Pete Sampras                   | Gilad Bloom               | 7:6, 7:6                   |
| 1989                                            | Patrick Baur                   | Andrew Castle             | 6:4, 6:7, 7:5              |
| 1988                                            | Stefan Edberg (2)              | Kevin Curren              | 6:3, 6:4                   |
| 1987                                            | Stefan Edberg (1)              | Kevin Curren              | 6:3, 6:4                   |
| 1986                                            | Glenn Michibata                |                           |                            |
| 1985                                            | Jeremy Bates (2)               | Dan Cassidy               | 6:4, 6:2                   |
| 1984                                            | Jeremy Bates (1)               | Jeff Turpin               | 6:4, 8:6                   |
| 1983                                            | Tim Mayotte                    | Pat DuPré                 | 3:6, 6:4, 6:4              |
| 1982                                            | John McEnroe                   | Russell Simpson           | 6:3, 6:7, 10:8             |
| 1981                                            | Phil Dent                      | Brad Drewett              | 7:5, 6:1                   |
| 1980                                            | Roscoe Tanner (2)              | Stan Smith                | 6:3, 6:4                   |
| 1979                                            | Colin Dibley (2)               | Mark Cox                  | 6:4, 6:4                   |
| 1978                                            | Billy Martin (2)               | Chris Bradnam             | 9:8, 7:5                   |
| 1977                                            | Billy Martin                   | Saeed Meer                | 6:2, 6:1                   |
| 1976                                            | Roscoe Tanner (1)              | Paul McNamee              | 6:3, 7:9, 12:10            |
| 1975                                            | nicht ausgetragen              | nicht ausgetragen         | nicht ausgetragen          |
| 1974                                            | Jimmy Connors                  | Mike Collins              | 13:11, 6:2                 |
| 1973                                            | Sherwood Stewart               | Dick Crealy               | 6:3, 6:4                   |
| 1972                                            | Thomaz Koch                    | Patrice Dominguez         | 6:2, 5:7, 6:4              |
| 1971                                            | Colin Dibley (1)               | Bob Hewitt                | 6:1, 6:4                   |
| 1970                                            | Robert Lutz                    | Tom Gorman                | 6:2, 9:7                   |
| 1969                                            | Clark Graebner                 | Graham Stillwell          | 9:7, 3:6, 6:4              |
| 1968                                            | Ken Fletcher                   | Luis Ayala                | 6:3, 6:2                   |
| 1967                                            | Owen Davidson                  | Ray Ruffels               | 6:4, 6:3, 6:1              |
| 1966                                            | John E. Barrett                | Lewis Gerrard             | 6:3, 6:3                   |
| 1965                                            | Tom Okker                      | Roger Taylor              | 7:6, 6:3                   |
| 1964                                            | nicht ausgetragen              | nicht ausgetragen         | nicht ausgetragen          |
| 1963                                            | Mike Sangster (2)              | Tony Roche                | 19:17, 6:4                 |
| 1962                                            | Mike Sangster (1)              | Billy Knight              | 10:12, 6:3, 6:4            |
| 1961                                            | Mike Sangster, Luis Ayala      | Mike Sangster, Luis Ayala | kein Sieger ermittelt      |
| 1960                                            | Mark Otway                     | Martin Mulligan           | 3:6, 6:2, 7:5              |
| 1959                                            | Kurt Nielsen                   | Torben Ulrich             | 4:6, 6:3, 6:4              |
| 1958                                            | Ramanathan Krishnan            | Naresh Kumar              | 5:7, 6:3, 6:2              |
| 1957                                            | Lew Hoad                       | Ramanathan Krishnan       | 6:2, 6:1                   |
| 1956                                            | Jaroslav Drobný                | Lew Hoad                  | 2:6, 6:3, 7:5              |
| 1955                                            | Hugh Stewart                   | Roger Becker              | 6:4, 3:6, 6:1              |
| 1954                                            | Ken Rosewall                   | Rex Hartwig               | 6:2, 6:1                   |
| 1953                                            | Mervyn Rose                    | Clive Wilderspin          | 4:6, 6:3, 6:0              |
| 1952                                            | Frank Sedgman                  | Don Candy                 | 6:2, 4:6, 6:3, 6:2         |
| 1951                                            | Gardnar Mulloy                 | Don Candy                 | 6:2, 6:3                   |
| 1950                                            | Geoffrey Brown                 | Sumant Misra              | 6:0, 6:2                   |
| 1949                                            | Tony Mottram                   | Naresh Kumar              | 6:2, 6:2                   |
| 1948                                            | John Bromwich                  | Eric Sturgess             | 6:2, 6:3                   |
| 1947                                            | Bill Sidwell                   | Torsten Johansson         | 6:2, 6:3                   |
| 1946                                            | Jack E. Harper                 | Derrick W. Barton         | 6:4, 6:1                   |
| 1940–1945: keine Austragung – Zweiter Weltkrieg |                                |                           |                            |
| 1939                                            | Eric Filby                     | R. E. Burton              | 6:3, 6:4                   |
| 1938                                            | Jack Piercy                    | Clifford Hovell           | 6:4, 10:8                  |
| 1937                                            | George Lyttleton-Rogers (2)    | Norman Farquharson        | 6:4, 2:6, 6:4              |
| 1936                                            | Charles Hare                   | David N. Jones            | 6:4, 5:7, 6:4              |
| 1935                                            | Jiro Yamagishi                 | George Lyttleton-Rogers   | 6:3, 8:6                   |
| 1934                                            | George Lyttleton-Rogers (1)    | Camille Malfroy           | 6:4, 4:6, 6:4              |
| 1933                                            | Herby Aldred                   | J. Gilbert Hall           | 3:6, 6:2, 6:1              |
| 1932                                            | Eskell D. Andrews              | Martin Wedd               | 6:2, 6:3                   |
| 1931                                            | John Olliff (3)                | Nigel Sharpe              | 6:3, 3:6, 7:9, 6:3         |
| 1930                                            | Henry Austin                   | John Olliff               | 8:6, 6:2, 6:4              |
| 1929                                            | John Olliff (2)                | Charles Kingsley          | 2:6, 6:3, 6:4, 2:6, 14:12  |
| 1928                                            | John Olliff (1)                | Edwin McCrea              | 6:2, 3:6, 6:4, 6:4         |
| 1927                                            | Edwin McCrea                   | Douglas Hodges            | 4:6, 4:6, 6:2, 6:2, 7:5    |
| 1926                                            | Max Woosnam                    | Douglas Hodges            | 7:9, 6:2, 6:2, 8:6         |
| 1925                                            | Norman Dicks                   | Gerald R. Sherwell        | 6:1, 7:5, 2:6, 6:3         |
| 1924                                            | Ernest Charlton                | William G. Ireland        | 10:8, 6:4, 4:6, 7:5        |
| 1923                                            | Patrick Wheatley               | Max Moosnam               | 6:3, 4:6, 9:7, 9:11, 6:2   |
| 1922                                            | Athar-Ali Fyzee                | Louis A. Meldon           | 9:7, 6:4, 11:9             |
| 1921                                            | Randolph Lycett                | Theodore Mavrogordato     | 8:6, 2:6, 6:4, 4:6, 6:4    |
| 1920                                            | Theodore Mavrogordato (2)      | Randolph Lycett           | 8:6, 6:2, 5:7, 3:0, aufgg. |
| 1919                                            | James Parke (4)                | George H. Dood            | 0:6, 6:3, 9:7, 6:0         |
| 1915–1918: keine Austragung – Erster Weltkrieg  |                                |                           |                            |
| 1914                                            | Theodore Mavrogordato (1)      | Alfred Dunlop             | 9:7, 8:6, 6:2              |
| 1913                                            | James Parke (3)                | Anthony Wilding           | 6:2, 7:5, 6:8, 2:6, 6:4    |
| 1912                                            | James Parke (2)                | Theodore Mavrogordato     | 6:3, 1:6, 6:3, 6:4         |
| 1911                                            | James Parke (1)                | Stanley Doust             | 7:5, 5:7, 6:1, 6:0         |
| 1910                                            | Beals Wright                   | Ernest Charlton           | 6:1, 6:4, 6:4              |
| 1909                                            | Robert Branks Powell           | Theodore Mavrogordato     | 6:4, 6:1, 6:4              |
| 1908                                            | Arthur Gore                    | James Parke               | 6:3, 4:6, 6:1, 6:8, 6:4    |
| 1907                                            | Norman Brookes                 | Xenophon Kasdaglis        | 6:0, 6:2                   |
| 1906                                            | Frank Riseley                  | Sydney H. Smith           | 4:6, 7:5, 6:1, 6:3         |
| 1905                                            | Sydney H. Smith (7)            | Frank Riseley             | kampflos                   |
| 1904                                            | Sydney H. Smith (6)            | Frank Riseley             | 6:2, 7:9, 2:6, 6:2, 6:2    |
| 1903                                            | Sydney H. Smith (5)            | Xenophon Kasdaglis        | 6:1, 6:3, 6:2              |
| 1902                                            | Sydney H. Smith (4)            | Harold Mahony             | 7:5, 7:5, 3:6, 10:8        |
| 1901                                            | Sydney H. Smith (3)            | Wilberforce Vaughan Eaves | 10:12, 7:5, 6:2, 6:4       |
| 1900                                            | Sydney H. Smith (2)            | Edward R. Allen           | 6:3, 6:8, 6:4, 4:6, 6:2    |
| 1899                                            | Sydney H. Smith (1)            | Wilberforce Vaughan Eaves | 7:9, 6:3, 6:3, 8:6         |
| 1898                                            | Laurence Doherty               | Clarence Hobart           | 6:1, 6:1, 8:6              |
| 1897                                            | Wilfred Baddeley (4)           | Reginald Doherty          | 6:2, 7:5, 2:6, 6:0         |
| 1896                                            | Wilfred Baddeley (3)           | Harold Mahony             | 6:1, 10:12, 7:5, 6:4       |
| 1895                                            | Wilfred Baddeley (2)           | Herbert Baddeley          | 6:8, 6:2, 6:4, 1:0 aufgg.  |
| 1894                                            | Wilfred Baddeley (1)           | Joshua Pim                | 4:6, 11:9, 4:6, 6:3, 6:4   |
| 1893                                            | Joshua Pim (4)                 | Harold Mahony             | 4:6, 6:3, 7:5, 6:2         |
| 1892                                            | Joshua Pim (3)                 | Harry Barlow              | 4:6, 6:1, 6:4, 6:4         |
| 1891                                            | Joshua Pim (2)                 | Wilfred Baddeley          | 4:6, 8:6, 6:4, 7:5         |
| 1890                                            | Joshua Pim (1)                 | Willoughby Hamilton       | 2:6, 6:8, 7:5, 7:5, 6:3    |
| 1889                                            | Willoughby Hamilton (2)        | Harold Mahony             | 6:3, 3:6, 6:1, 6:2         |
| 1888                                            | Willoughby Hamilton (1)        | Herbert Grove             | 6:1, 8:6, 6:1              |
| 1887                                            | Herbert Grove (2)              | David G. Chaytor          | 4:6, 6:2, 8:10, 6:4, 6:2   |
| 1886                                            | Herbert Grove (1)              | James Dwight              | 6:4, 6:3, 6:1              |
| 1885                                            | James Dwight                   | Donald Charles Stewart    | 6:2, 6:4, 6:4              |
| 1884                                            | Donald Charles Stewart         | Herbert Wilberforce       | 5:7, 6:4, 6:4, 6:0         |
| 1883                                            | Herbert Wilberforce            | Champion Russell          | 6:1, 3:6, 6:1, 6:0         |
| 1882                                            | Richard Taswell Richardson (3) | Ernest Renshaw            | 6:1, 3:6, 5:7, 6:4, 11:9   |
| 1881                                            | Richard Taswell Richardson (2) | John Comber               | 6:1, 6:1, 6:0              |
| 1880                                            | Richard Taswell Richardson (1) | Walter E. Fairlie         | 6:0, 6:3, 6:0              |

### Doppel
| Jahr | Sieger                             | Finalisten                      | Finalergebnis |
| ---- | ---------------------------------- | ------------------------------- | ------------- |
| 1994 | Rick Leach (2) Danie Visser        | Scott Davis Trevor Kronemann    | 6:4, 4:6, 7:6 |
| 1993 | Ken Flach Rick Leach (1)           | Stefan Kruger Glenn Michibata   | 6:4, 6:1      |
| 1992 | Patrick Galbraith David Macpherson | Jeremy Bates Laurie Warder      | 4:6, 6:3, 6:2 |
| 1991 | Omar Camporese Goran Ivanišević    | Nick Brown Andrew Castle        | 6:4, 6:3      |
| 1990 | Mark Kratzmann Jason Stoltenberg   | Nick Brown Kelly Jones          | 6:3, 2:6, 6:4 |
| 1989 | Nick Brown Nicholas Fulwood        | Morten Christensen Peter Wright | 3:6, 7:6, 6:4 |